# Кальо, Рихард Янович
Рихард Янович Кальо (эст. Richard Janovitš Kaljo; 2 [15] июля 1914, Санкт-Петербург — 5 июля 1978, Таллин) — эстонский советский график. Заслуженный деятель искусств Эстонской ССР (1964). Лауреат премии имени Кристьяна Рауда в области искусств (1976).

## Биография
Родился 2 (15) июля 1914 года в Санкт-Петербурге.
В 1936—1940 годах учился в Высшей художественной школе «Паллас» города Тарту.
В 1944—1948 годах преподавал в Тартуском художественном институте.
В 1964 году получил звание Заслуженного деятеля искусств Эстонской ССР.
В 1976 году был награждён премией имени Кристьяна Рауда в области искусств.
Умер 5 июля 1978 года в Таллине.

## Творчество
Создал станковые листы:
- 1940: Освобождение заключённых — цветная ксилография
- 1942: Беженцы — ксилография
- 1947: Уборка картофеля — линогравюра
- 1957: Обеденный перерыв — ксилография

Нарисовал иллюстрации к сборникам сочинений Уильяма Шекспира (1958—1971).

## Награды
- 1964 — Заслуженный деятель искусств Эстонской ССР
- 1976 — Премия имени Кристьяна Рауда в области искусств